# تیری رباط
تیری رباط (انگلیسی: Thierry Rabat؛ زادهٔ ۳۰ مهٔ ۱۹۶۲) بازیکن فوتبال اهل فرانسه است.
از باشگاه‌هایی که در آن بازی کرده‌است می‌توان به باشگاه فوتبال لانس، باشگاه فوتبال پاری سن ژرمن، و باشگاه فوتبال لیل اشاره کرد.